# Mont Vinaigre (Esterel)
Pour l’article homonyme, voir Mont Vinaigre (Port-Cros).
Le mont Vinaigre est le point culminant du massif de l'Esterel. Il culmine à 614 m d'altitude. Il se trouve sur la commune de Fréjus. Il dispose d'un héliport sous son sommet.

## Accès
Le mont Vinaigre est accessible depuis la route DN7 entre Fréjus et Mandelieu-la-Napoule, trois kilomètres avant le croisement avec la route D237, où une piste DFCI goudronnée permet l'accès à son sommet. Une barrière en ferme l'accès un kilomètre après la maison forestière du Malpey. Seuls les véhicules de l'office national des forêts ou véhicules de secours sont autorisés à dépasser ce point. Cette route est interdite entre 21 heures et 6 heures du matin.

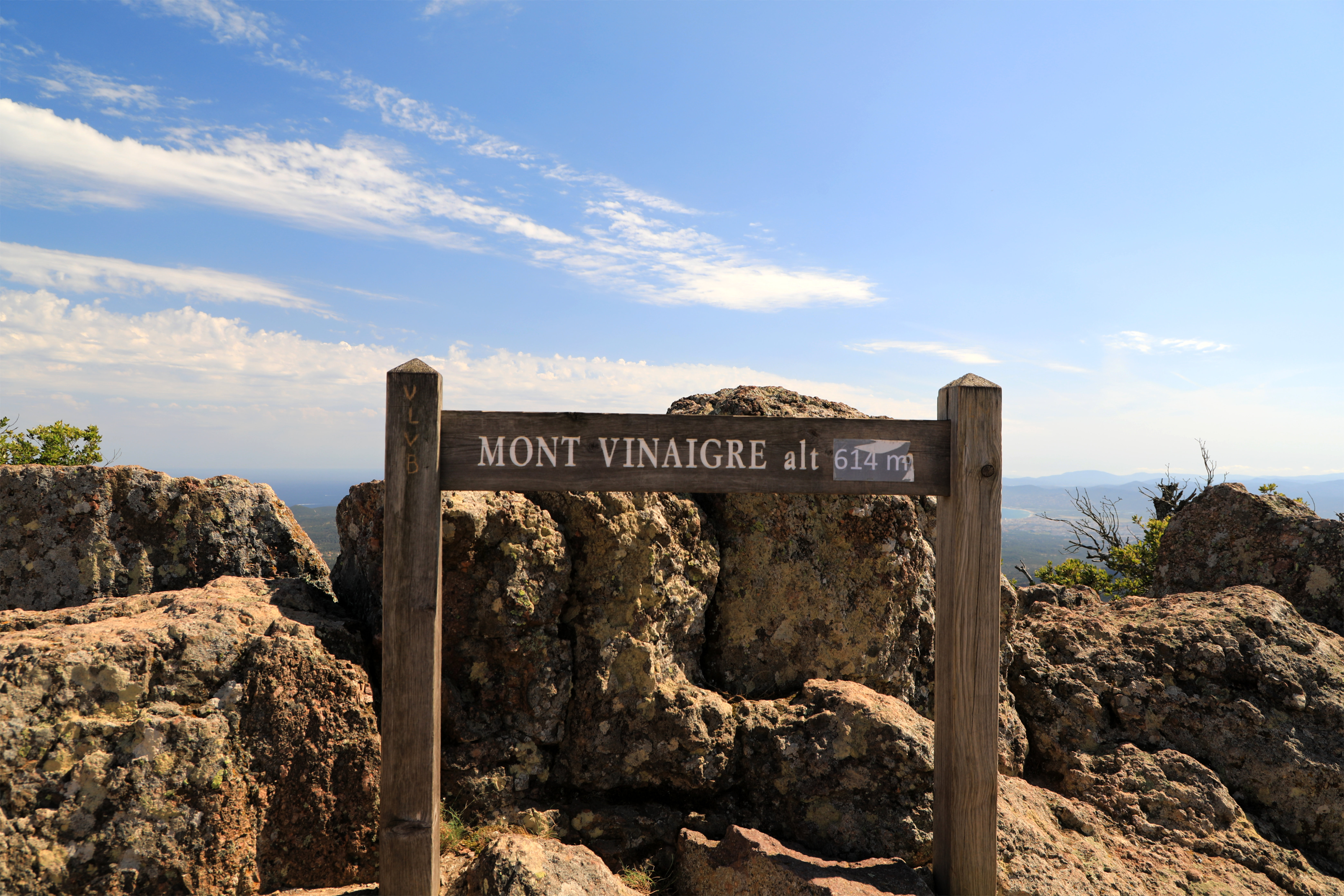
Point culminant du mont Vinaigre : 614 mètres.
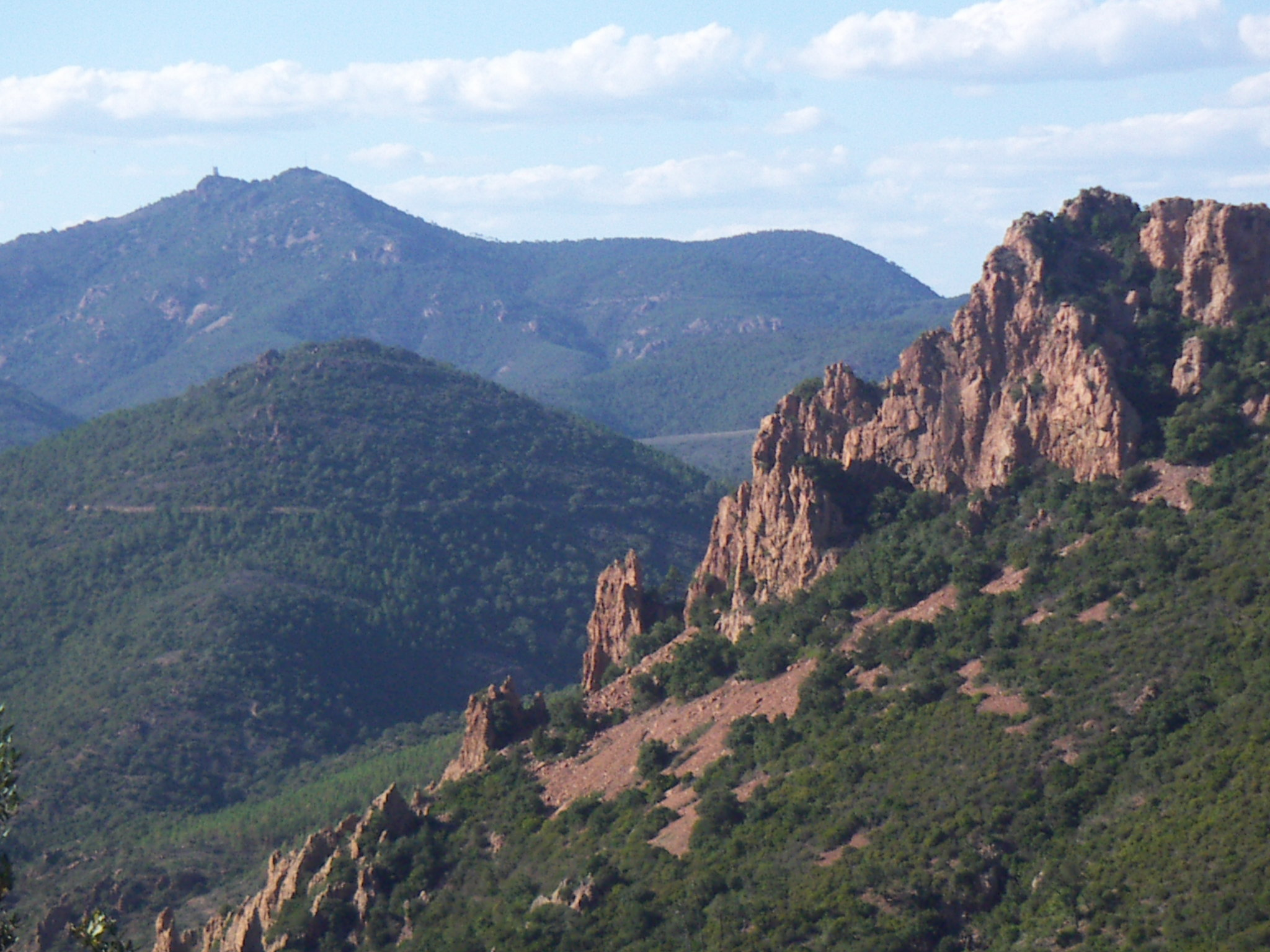
Vue du mont Vinaigre.
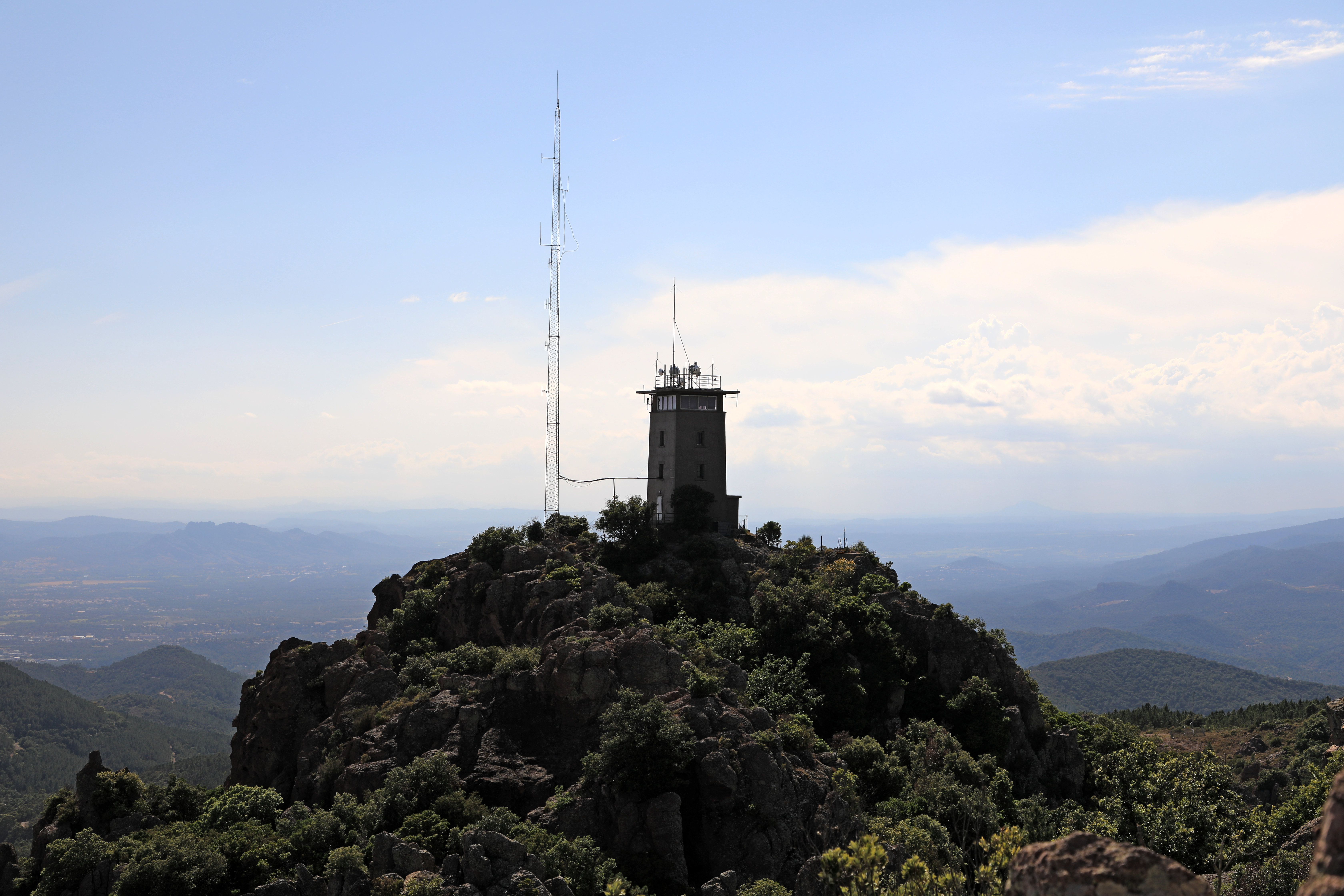
Vue de l’observatoire du mont Vinaigre, versant est.
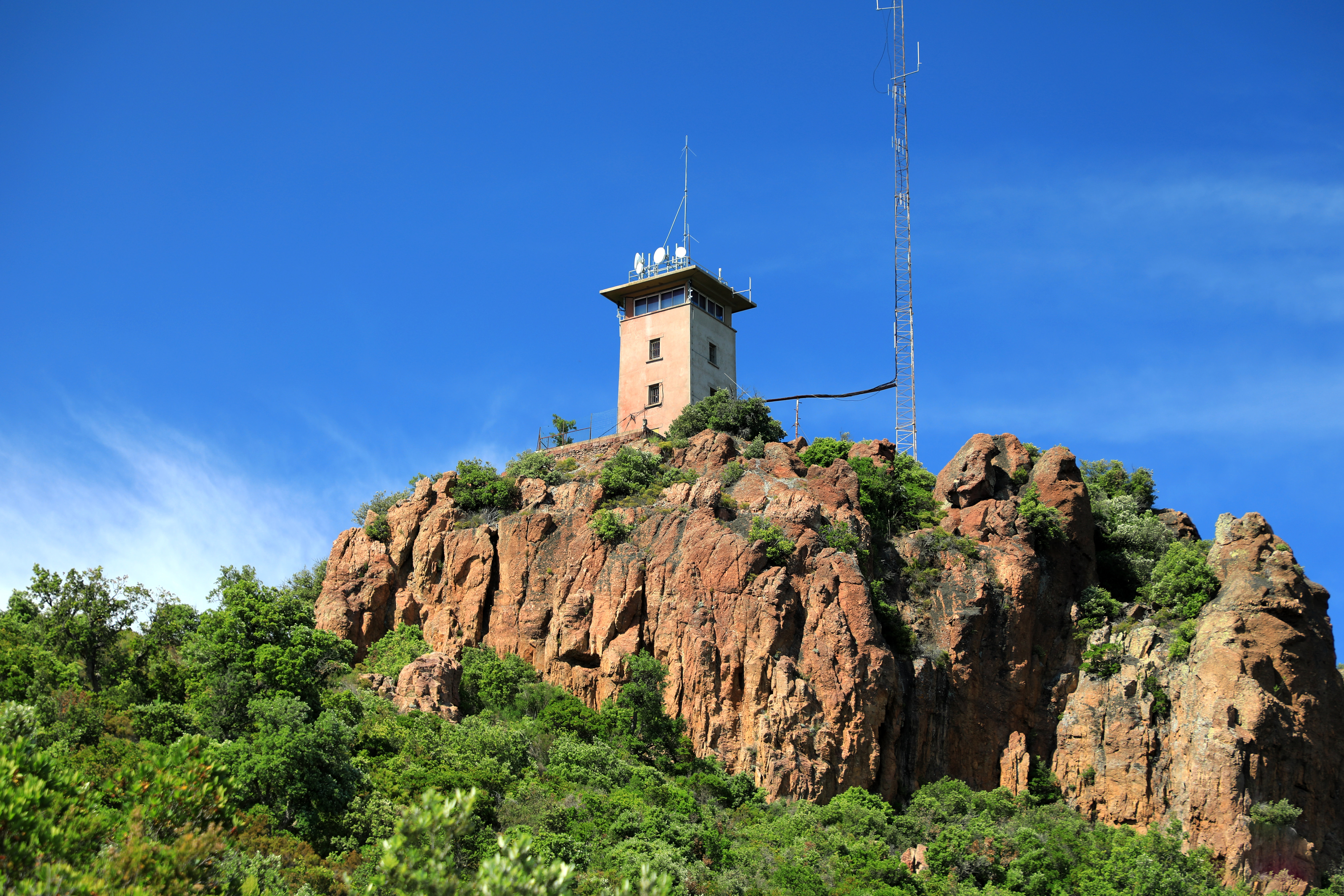
Vue de l’observatoire du mont Vinaigre, versant ouest.
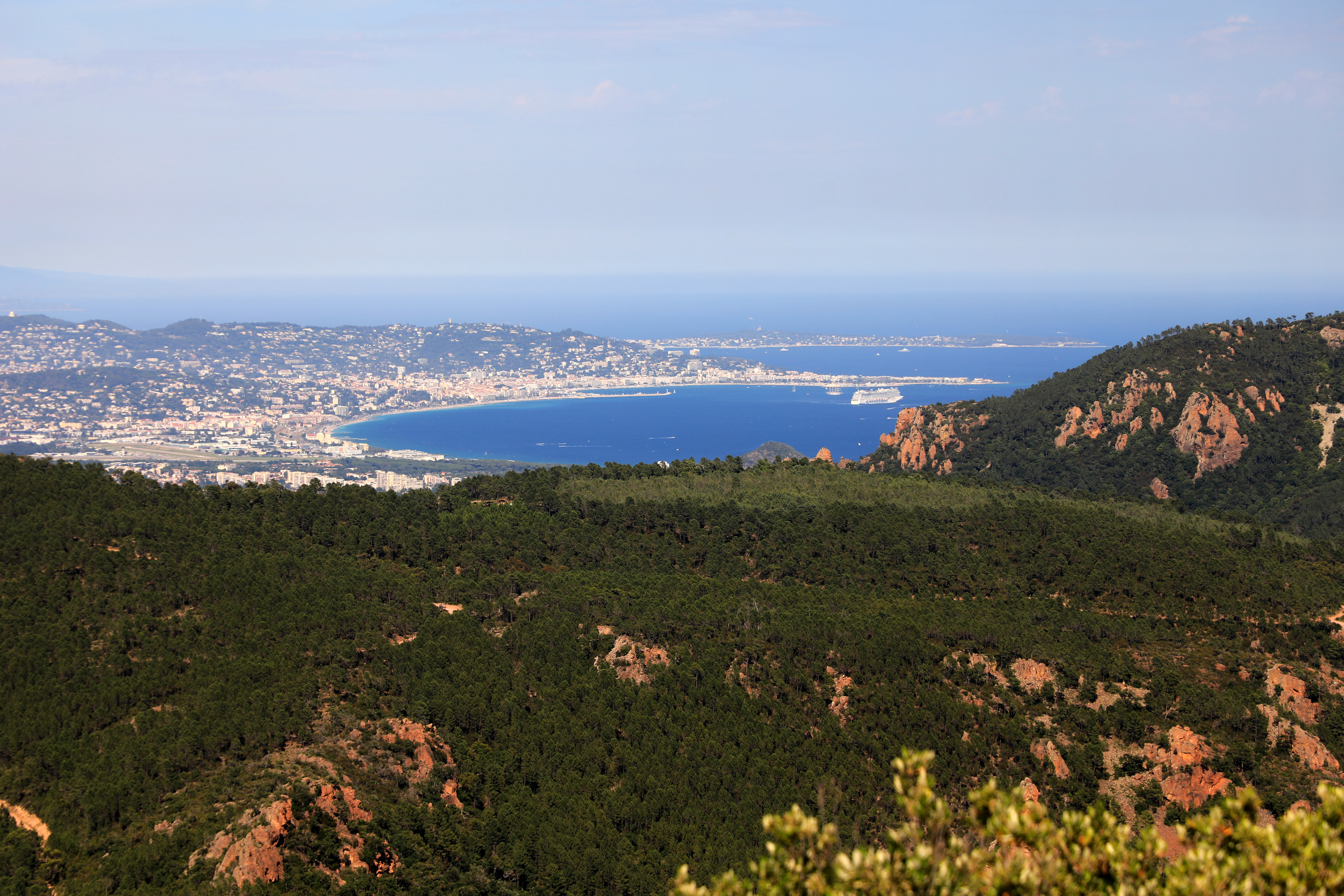
Paysage depuis le point culminant du mont Vinaigre.

## Histoire

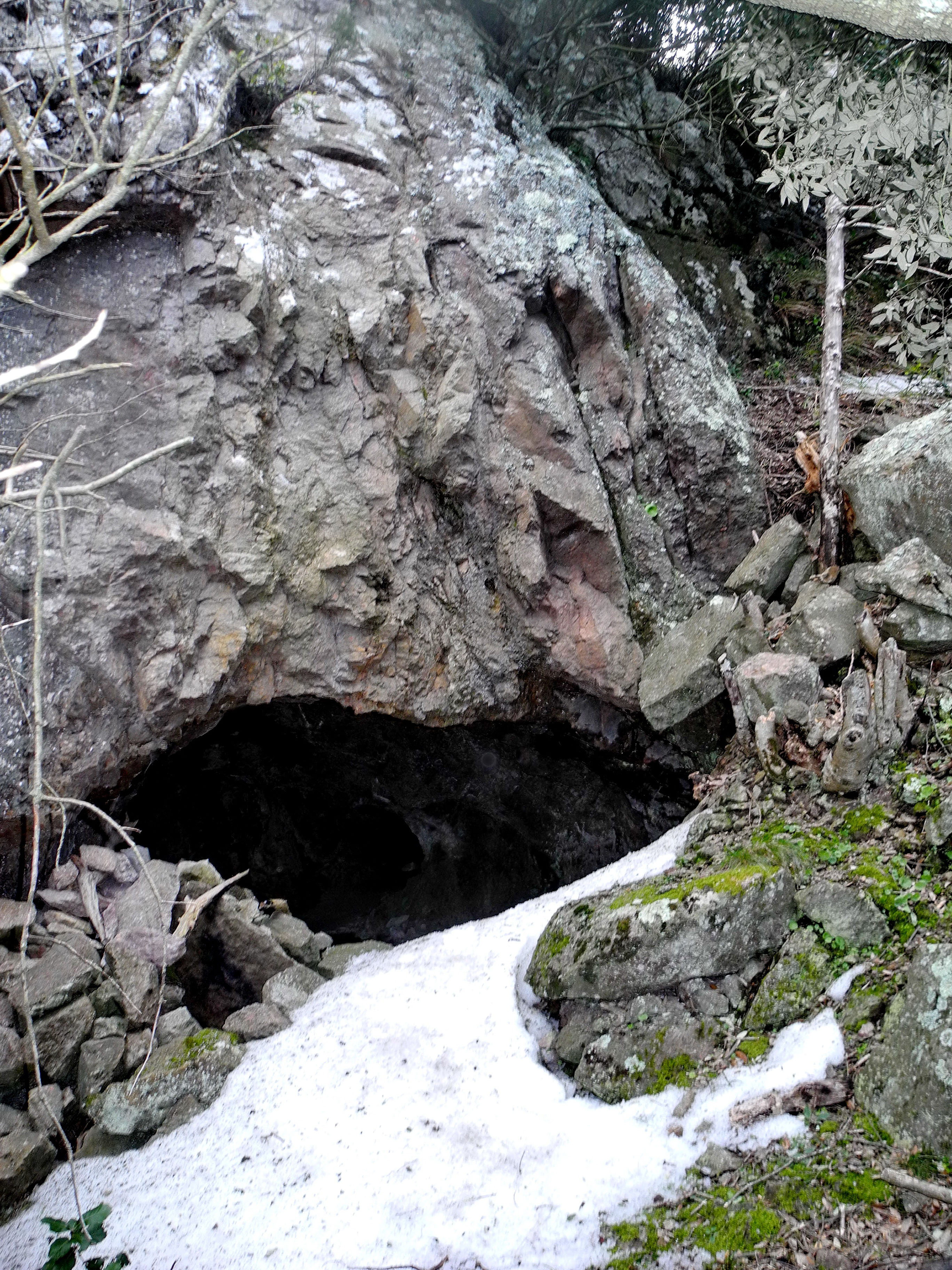
Vue du repaire de Gaspard de Besse.

Le mont Vinaigre était le repaire de brigands : Gaspard de Besse (1757-1781), qui détroussait les voyageurs et agents du fisc au XVIIIe siècle, s'y abritait. Son histoire inspira Jean Aicard pour son roman Maurin des Maures. C'était aussi le refuge des forçats évadés du bagne de Toulon.